# Rita Schumacher (Fußballspielerin)
Rita Schumacher (* 5. Juni 2000 in Schönberg) ist eine deutsche Fußballspielerin. Sie ist seit dem 1. Juli 2022 Vertragsspielerin des österreichischen Bundesligisten SKN St. Pölten.

## Karriere
Schumacher begann im Alter von sieben Jahren in ihrem Geburtsort im Landkreis Nordwestmecklenburg mit dem Fußballspielen. Nach ihrer Zeit beim FC Schönberg 95 spielte sie von 2010 bis 2013 für den FSV 02 Schwerin, bevor sie zum FC Schönberg 95 zur Saison 2013/14 zurückkehrte und diesem Verein bis 2017 erneut angehörte. Während dieser Zeit spielte sie auch in zwei Jahren parallel in der Jugendabteilung des 1. FC Neubrandenburg 04. Für die B-Juniorinnen kam sie von 2015 bis 2017 in insgesamt 35 Punktspielen der Staffel Nord/Nordost der B-Juniorinnen-Bundesliga zum Einsatz, in den sie fünf Tore (alle in ihrer zweiten Saison) erzielte.
Zur Saison 2017/18 in die erste Mannschaft aufgerückt, bestritt sie für diese alle 22 Saisonspiele in der drittklassigen Regionalliga Nordost. Ihr Debüt im Seniorinnenbereich gab sie zum Saisonstart am 3. September 2017 im torlosen Auswärtsspiel gegen die SG Blau-Weiß Beelitz. Ihr erstes von elf Saisontoren erzielte sie am 17. September 2017 (3. Spieltag) beim 3:3-Unentschieden im Heimspiel gegen den FC Erzgebirge Aue mit dem Treffer zur 2:1-Führung in der 58. Minute.
Von 2018 bis 2021 gehörte sie der zweiten Mannschaft des VfL Wolfsburg an, für die sie in der 2. Bundesliga, zuletzt jedoch in der Staffel Nord dieser Spielklasse, in insgesamt 50 Punktspielen eingesetzt wurde und neun Tore erzielte.
Zur Saison 2021/22 wurde sie vom Bundesligaaufsteiger FC Carl Zeiss Jena als Verstärkung verpflichtet. Für den Bundesligaaufsteiger bestritt sie alle 22 Saisonspiele, wobei sie zum Saisonstart am 29. August 2021 bei der 0:3-Niederlage im Heimspiel gegen Bayer 04 Leverkusen 78 Minuten lang in der höchsten deutschen Spielklasse debütierte. Ihr erstes von zwei Saisontoren gelang ihr am 12. September 2021 (3. Spieltag) beim 1:1-Unentschieden im Heimspiel gegen Werder Bremen mit dem Treffer zur 1:0-Führung in der 36. Minute.
Zur Saison 2022/23 wurde sie vom österreichischen Bundesligisten und amtierenden Doublesieger SKN St. Pölten verpflichtet. Mit 13 Toren in allen 18 Saisonspielen trug sie zur Titelverteidigung bei und gewann ihren ersten Titel überhaupt. Ihren zweiten Titel gewann sie am 1. Mai 2023 beim 3:1-Pokalfinalsieg über die SPG Altach/Vorderland. Des Weiteren kam sie bislang in insgesamt sieben Qualifikationsspielen (2 Tore) für die, und in zwölf Finalrundenspielen (2 Tore) in der Champions League zum Einsatz.

## Erfolge
- Österreichischer Meister und Cupsieger 2023 (mit dem SKN St. Pölten)
- Zweiter 2. Bundesliga 2019 und 2020 (mit dem VfL Wolfsburg II)